# کاظم‌آباد (کوهدشت)
کاظم‌آباد (کوهدشت)، روستایی از توابع بخش درب گنبد شهرستان کوهدشت در استان لرستان ایران است.

## جمعیت
این روستا در دهستان بلوران قرار دارد و براساس سرشماری مرکز آمار ایران در سال ۱۳۸۵، جمعیت آن ۱۱۲ نفر (۲۰خانوار) بوده‌است.